# Schiefergrauer Astrild
Der Schiefergraue Astrild (Euschistospiza cinereovinacea) ist eine afrikanische Art aus der Familie der Prachtfinken. Zu der Art werden zwei Unterarten gerechnet.

## Beschreibung
Der Schiefergraue Astrild erreicht eine Körperlänge von etwa 11,5 Zentimeter. Das Männchen ist schiefergrau bis bräunlich schiefergrau. Der hintere Bürzel sowie die Oberschwanzdecken sind dunkelrot, der Schwanz ist schwarz. An den Körperseiten ist er dunkel weinrot mit kleinen, weißen Tropfenflecken. Die Weibchen gleichen den Männchen, haben aber eine hellere graue Kehle und sind auf der Körperunterseite weniger dunkel.

## Verbreitung und Lebensraum
Der Schiefergraue Astrild kommt in Afrika in zwei isolierten Populationen vor. Die Nominatform E. c. cinereovinacea lebt im Hochland von Angola, die Unterart E. c. graueri in den Hochländern am Westufer des Tanganjikasees. Letzteres Verbreitungsgebiet reicht über Burundi und Ruanda bis in den Südwesten von Uganda. Seine Höhenverbreitung reicht bis in Höhenlagen von 2200 Metern. Er kommt dort in mit Büschen durchsetztem Gras der Hochlandsavanne vor. Seine Lebensweise ist bislang nur unzureichend untersucht. Der sehr scheue Vogel lebt überwiegend paarweise oder in kleinen Gruppen von drei bis vier Vögeln.

## Haltung
Schiefergraue Astrilde gelangten erst in den 1960er Jahren erstmals nach Europa. Die Erstzucht gelang 1965. Detaillierte Haltungserfahrungen bestehen für diese Art nicht. Vermutet wird, dass ähnlich wie bei den zur selben Gattung gehörenden Dybowskiastrilden Schiefergraue Astrilde für ihr Wohlbefinden gut strukturierte und mit Pflanzen ausgestattete Volieren benötigen.

## Belege

### Einzelbelege
1. ↑  Nicolai et al., S. 141